# Distrikt Huancano
Der Distrikt Huancano (alternative Schreibweise: Distrikt Huáncano) liegt in der Provinz Pisco der Region Ica im Südwesten von Peru. Der am 13. Oktober 1900 gegründete Distrikt hat eine Fläche von 905,14 km². Beim Zensus 2017 lebten 1379 Einwohner im Distrikt. Im Jahr 1993 lag die Einwohnerzahl bei 2041, im Jahr 2007 bei 1758. Die Distriktverwaltung befindet sich in der 1019 m hoch gelegenen Ortschaft Huancano mit 458 Einwohnern (Stand 2017). Huancano liegt knapp 65 km ostnordöstlich der Provinzhauptstadt Pisco am Südufer des Flusses Río Pisco.

## Geographische Lage
Der Distrikt Huancano befindet sich im äußersten Nordosten der Provinz Pisco. Er liegt in der peruanischen Westkordillere. Der Fluss Río Pisco bildet im Nordosten die Distriktgrenze und durchfließt den Distrikt später in westsüdwestlicher Richtung.
Der Distrikt Huancano grenzt im äußersten Süden an den Distrikt San José de los Molinos (Provinz Ica), im Südwesten an den Distrikt Humay, im Nordwesten an den Distrikt El Carmen (Provinz Chincha), im Norden an den Distrikt Capillas (Provinz Castrovirreyna), im Nordosten an die Distrikte Mollepampa und Ticrapo (beide ebenfalls in der Provinz Castrovirreyna) sowie im Osten an die Distrikte Quito-Arma und Huaytará (beide in der Provinz Huaytará).